# Гіпотези про заснування Кам'янця-Подільського
Гіпо́тези про заснува́ння Кам'янця́-Поді́льського — гіпотези, які роблять спробу з'ясувати, коли було засновано місто Кам'янець-Подільський (нині один із районних центрів Хмельницької області України).

## Загальний огляд гіпотез
Про важливість проблеми ще 1965 року зазначив доктор історичних наук Леонід Коваленко: «Посилений інтерес до питання про час виникнення Кам'янця-Подільського — це не просто історія самого міста, а по суті йде справа про ширше коло питань: про Поділля в часи Давньоруської держави загалом, ступінь економічного й культурного життя краю» .
У науковій і науково-популярній літературі зафіксовано чотири гіпотези щодо заснування Кам'янця-Подільського , які умовно можна назвати:
- литовською — про 1360-ті роки,
- вірменською — про 1062 рік,
- дако-римською — про II—III століття,
- давньоруською (домонгольською) — про другу половину XII століття (або кінець XII — початок XIII століття).

Зрідка в популярній літературі можна натрапити на п'яту — грецьку — версію. Так, у путівнику «Хмельницька область» (Київ, 2010) зазначено: «Одні науковці стверджують, що початки Кам'янця сягають II ст. до н. е., й ідентифікують його з легендарною грецькою колонією Клепідава на р. Смотрич» .
Більшість сучасних істориків притримуються четвертої гіпотези — про формування Кам'янця-Подільського як ранньофеодального міста у другій половині XII століття. Так, в «Енциклопедії історії України» (2007) зазначено: «За археологічними джерелами, виникнення Кам'янця датується кінцем XII — початком XIII століття» .
Щодо термінології, то науковці, крім варіанту «гіпотези», вживають також терміни «версії»  та «концепції» .
Досить часто історики виключають із розгляду вірменську гіпотезу, вважаючи її спростованою працями Ярослава Дашкевича. По суті до двох версій (литовської та давньоруської) зводили питання про першопочатки Кам'янця-Подільського Іон Винокур і Микола Петров, оскільки, на їхню думку, дако-римська гіпотеза «не має під собою жодних конкретних історичних реалій» .
Щодо давньоруської версії, то первісно вона опиралася на звістки про Кам'янець у літописах (Київському, Галицько-Волинському, Густинському). Після проведення у 1960–1982 роках ґрунтовних архітектурно-археологічних досліджень у Кам'янець-Подільській фортеці та в Старому місті Кам'янця-Подільського давньоруська версія набула нового формату .
2004 року Ольга Пламеницька (співавтор однієї з гіпотез) писала: «Напевне, немає в Україні іншого міста, щодо дати виникнення, історії та архітектурної спадщини якого точилося би стільки дискусій. Упродовж двохсот років дослідники не можуть поставити крапку в питанні щодо часу заснування Кам'янця. Розбіжність між датами становить… ціле тисячоліття» .

## Кам'янець у Київському та Галицько-Волинському літописах
Для багатьох міст невідомо, коли їх засновано. Тому для них замість дати заснування розглядається, як правило, дата першої згадки у писемних джерелах (наприклад, у літописах).
У Київському (12 століття) та Галицько-Волинському (13 століття) літописах Кам'янець згадується 13 разів: один раз у Київському літописі — у записі під 1196 роком, 12 разів у Галицько-Волинському літописі — у записах під 1210, 1211, 1228, 1235, 1238, 1240, 1262, 1276 (двічі), 1287, 1288 та 1289 роками. Проте у Волинській землі та в Галицько-Волинській державі тоді було декілька Кам'янців — Кам'янець-Волинський (лежав на лівому березі річки Случ у нинішньому Романівському районі Житомирської області; до 1957 року — село Кам'янка, від 1957 року — в складі новоутвореного селища міського типу Миропіль), Кам'янець-Литовський (нині місто Кам'янець Берестейської області Білорусі), Кам'янець-Каширський (нині місто Камінь-Каширський — один із районних центрів Волинської області), Кам'янець у Пониззі (нині Кам'янець-Подільський) . Історики також вели мову про Кам'янець на річці Цвітоха біля Ізяслава та про Кам'янець неподалік від Кобрина .

### Загальні висновки дослідників XIX—XX століть
Дослідники 19—20 століть літописні свідчення про Кам'янець 12—13 століть трактували по-різному. Так, Денис Зубрицький в «Історії давнього Галицько-Руського князівства» (Львів, 1855) вважав, що літописні повідомлення про Кам'янець мали на увазі Кам'янець на Поділлі . Натомість Микола Дашкевич у праці «Князювання Данила Галицького за руськими та чужоземними відомостями» (Київ, 1873) стверджував, що відомості в літописах стосуються тільки Кам'янця-Волинського . Цю позицію Дашкевича підтримав один із засновників російської школи історичної географії Микола Барсов у «Нарисах російської історичної географії» (Варшава, 1885) . Олександр Андріяшев у праці «Нарис історії Волинської землі до кінця 14 століття» (Київ, 1887) доводив, що всі літописні свідчення про Кам'янець варто розподілити між Кам'янцем-Волинським, Кам'янцем-Литовським (Лоснянським), Кам'янцем (Каменем)-Каширським і Кам'янцем-Кобринським .

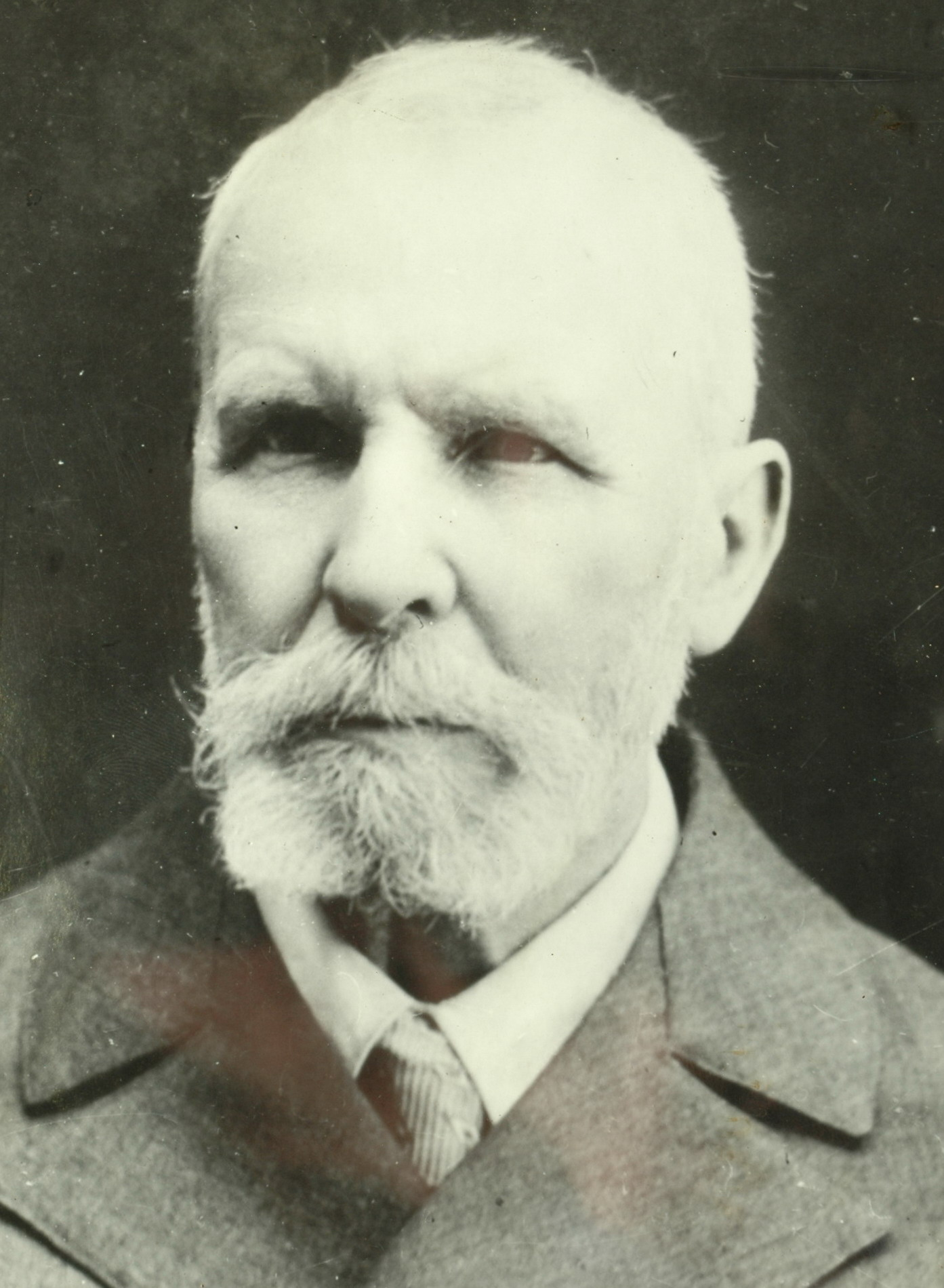
Юхим Сіцінський

Підсумовуючи ці та інші наукові розвідки, подільський дослідник Юхим Сіцінський у книзі «Місто Кам'янець-Подільський», виданій 1895 року у Києві, зазначив: «З якого саме часу Кам'янець-Подільський з'являється в історії, донедавна в історичній літературі була недостовірна думка. Історики стверджували, що наш Кам'янець у літописах згадується вже в 12—13 століттях, що тут, у Кам'янці, жили руські князі, що це місто брав у облогу страшний Батий тощо. Але новітні, достовірніші дослідження вчених (професорів Барсова, Дашкевича й Шараневича) з'ясували, що така думка помилкова: до Кам'янця-Подільського відносили літописні звістки про Кам'янець Волинський (існував на межі Волині з Київською землею) чи Кам'янець Литовський (нині Гродненської губернії)» . Того ж 1895 року цю позицію закріпив Енциклопедичний словник Брокгауза і Єфрона. У статті «Кам'янець-Подільськ», вміщеній у томі 14, зазначено, що достовірні відомості про місто припадають тільки на 14 століття .
Михайло Грушевський у другому томі «Історії України-Руси» (друге видання, Львів, 1905) теж жоден із літописних Кам'янців не зіставив із Кам'янцем-Подільським.
1989 року в Києві було видано «Літопис руський за Іпатським списком» (переклад із давньоруської мови, передмова, примітки та покажчики Леоніда Махновця). До книги увійшли «Повість минулих літ», Київський і Галицько-Волинський літописи. Про вартісність видання свідчить те, що 1990 року його творців (перекладача, редактора, художників) було відзначено Шевченківською премією. Жоден із Кам'янців, згаданих у «Літописі руському», Леонід Махновець не ідентифікував в укладеному ним географічно-археологічно-етнографічному покажчику із Кам'янцем-Подільським. Перші сім записів (під 1196, 1210, 1211, 1228, 1235, 1238, 1240 роками) він відніс до Кам'янця на Волині, наступні два записи (під 1262 роком і перший запис під 1276 роком) — до Каменя (нині Каменя-Каширського), який помилково в Іпатському списку літопису був названий Кам'янцем, останні чотири записи — до Кам'янця-Литовського .
Наприкінці 20 століття детальне вивчення літописних повідомлень про Кам'янець під названими роками спонукало Іона Винокура та Миколу Петрова зробити висновок, що ідентифікувати згаданий у літописах Кам'янець із Кам'янцем на Поділлі досить важко. Цей висновок вони оприлюднили в статті, опублікованій 1999 року в журналі «Краєзнавство», повторили в доповіді на Міжнародній науково-практичній конференції «Кам'янець-Подільський у контексті українсько-європейських зв'язків: історія і сучасність», що відбулася 16—17 травня 2003 року в Кам'янці-Подільському .

### Запис під 1196 роком
Одним із записів, який найбільше привернув увагу дослідників тим, що згаданий у ньому Кам'янець можна ідентифікувати з Кам'янцем-Подільським, виявився запис під 1196 роком у Київському літописі: 
| [І] Володимир [Ярославич], поїхавши з Мстиславом [Мстиславичем], попустошив і попалив волость Романову довкола [города] Перемиля [22], а Ростислав Рюрикович, поїхавши звідси з Володимировичами [Мстиславом, Ростиславом і Святославом] і з чорним клобуком, попустошили і попалили волость Романову довкола Каменця. І тоді, набравши здобичі челяддю і скотом і відомстивши, вернулися вони до себе. |
«Пам'ятна книжка Подільської губернії» на 1859 рік , зіславшись на «Журнал Міністерства внутрішніх справ» за 1853 рік , назвала 1196 рік найдавнішою згадкою про Кам'янець-Подільський.
Леонід Махновець співвідніс згаданий у цьому епізоді Кам'янець із Кам'янцем-Волинським (на лівому березі Случі). Проте молодий дослідник Олександр Баженов (син професора Льва Баженова), який 2005 року захистив кандидатську дисертацію «Давньоруське Пониззя середини 12 — середини 13 століть: соціально-економічний, військово-політичний і культурно-духовний аспекти» (науковий керівник Іон Винокур) , більше схильний до того, що мова йде про Кам'янець-Подільський: 
| На користь того, що мова йде про теперішній Кам'янець-Подільський свідчить те, що Кам'янець, як і все Пониззя, входили до складу Галицького князівства, і де, окрім Кам'янця на Пониззі, більше міст із такою назвою не було. Роман був насамперед Великим князем Галицьким, і тому можна слушно вказати на те, що Галицьке князівство стало його вотчиною на відміну від Волинського. Самі військові загони, з якими Ростислав Рюрикович з Володимировичами йшов на Кам'янець — чорні клобуки вказують на те, що удар завдавався на південно-східний кордон Галицького князівства, який тоді проходив по річці Ушиці. Чорні клобуки — це узагальнена назва кочівників, яким дозволили оселитися на південних окраїнах Київської держави, як правило, прилеглих до степу, за що вони повинні були захищати їх від інших кочівників. Ймовірно, Ростислав Рюрикович, оминаючи Ушицю, яка на той час була досить потужною фортецею, спробував захопити Кам'янець, але вирішив всього лише попустошити місцевість навколо нього. |
Географічна енциклопедія України (1990) , економіко-географічний довідник «Міста України» (1990)  подають 1196 рік як одну із найдавніших згадок про Кам'янець-Подільський. Напевне, цю ж дату мала на увазі Тамара Будянська, коли в праці «Замок у Кам'янці-Подільському» (Київ, 1961) писала, що Кам'янець-Подільський уперше згадується у літописах 12 століття . Підсумовуючи архітектурно-археологічні дослідження в Кам'янець-Подільській фортеці, 1970 року архітектор Євгенія Пламеницька писала: «Нові дані стають ще одним доказом щодо існування міста Кам'янця-Подільського в давньоруські часи, а також дають підставу вважати, що, коли в Іпатіївському літопису під 1196 роком згадується Кам'янець, то мова йде про Кам'янець-Подільський, хоч деякі дослідники вважають, що в даному разі йдеться про Кам'янець на річці Случ» .
Попри те, що більшість дослідників відкидають 1196 рік як найдавнішу літописну згадку про Кам'янець-Подільський, ця дата часом потрапляє до сучасних популярних видань. Так, у книзі «Замки, палаци, фортеці України. 70 чудес» (Харків, 2012) у розділі «Кам'янець-Подільська фортеця» зазначено: «Як давньоруське місто Кам'янець уперше згадується в Іпатіївському літописі 1196 року, воно входило до складу Волинського князівства» .

### Записи під 1210—1211 роками
Ці записи належать до найдавніших у Галицько-Волинському літописі, в яких згадується Кам'янець. Розповідається, як брати Василько Романович і Данило Романович, вигнані з Галича та Володимира, 1210 року знайшли прихисток у Кам'янці. У записі під 1211 роком повідомляється, що «у ті ж роки в Києві княжив Всеволод Святославич [Чермний], який мав велику любов до дітей [княгині] Романової» .
Оскільки київський князь опікувався долею Романовичів, то Микола Барсов, а вслід за ним і Юхим Сіцінський зробили висновок, що згаданий у літописі «Кам'янець розташовувався поблизу Києва» . Отже, це був Кам'янець-Волинський (на думку Миколи Котляра, місто стояло на місці сучасного Каменя-Каширського ). Проте навіть у 1950-х роках подільські краєзнавці (зокрема, Тамара Сис) пов'язували ці записи із Кам'янцем-Подільським .

### Запис під 1228 роком
Деякі дослідники (серед них історики Світлана Плетньова , Володимир Пашуто , Степан Гуменюк ) пов'язували з Кам'янцем-Подільським запис під 1228 роком із Галицько-Волинського літопису: 
| І Володимир [Рюрикович] київський зібрав [проти Данила] воїв, [і] Михайло [Всеволодович] чернігівський [теж]. [Володимир говорив]: «Отець же його постриг був отця мойого» [40], — бо була в нього боязнь велика в серці його. Володимир, отож, посадив [хана] Котяня на коня і всіх половців, і прийшли вони до Каменця, — Володимир же з усімя князями, і Михайло з усіма князями, і куряни, і піняни, і новгородці, і туровці, — і обложили Каменець. Данило ж, обманюючи їх, удавав, що хоче мир із ними вчинити, і поїхав у Ляхи по підмогу, а Павла, [посла] свого, послав до Котяня, кажучи: «Отче! Одверни війну сю, помирись зо мною». І він, [Котянь], поїхавши, пограбував землю Галицьку і пішов у землю Половецьку, а до них не вернувся. |
Отже, згідно з літописною розповіддю, 1228 року київський князь Володимир Рюрикович разом із Михайлом Чернігівським і половцями на чолі з ханом Котяном напали на володіння Данила Романовича і взяли в облогу Кам'янець. Для боротьби з об'єднаними дружинами супротивників у Данила Романовича явно не вистачало сил. Тому, з одного боку, він розпочав мирні переговори, аби виграти час, а з другого — звернувся по допомогу до Польщі.
Аналізуючи наведене місце з літопису, Степан Гуменюк вважав, що половці залишили князів поблизу Кам'янця-Подільського, а самі пішли у степи, які розпочиналися відразу за Ушицею, частково пограбувавши Пониззя . Князі ж, не встигнувши оволодіти Кам'янцем, оскільки на допомогу Данилові рухалося велике військо з Польщі, повернулися.
Олександр Баженов теж вважає, що в цьому епізоді мова йде про Кам'янець-Подільський, і аргументує це так: «На той час Пониззя, на нашу думку, стало центром Галицького князівства, оскільки Мстислав Удатний залишив Галич і переїхав на Пониззя, де й перебував майже 4 роки до своєї смерті, залишаючись при цьому великим князем Галицьким. І не дивно, що після смерті Мстислава Михайло Чернігівський зробив спробу захопити Пониззя, підійшовши до Кам'янця».
Проте Леонід Махновець зазначає, що і цього разу мова йде про Кам'янець-Волинський.
Певної еволюції зазнала позиція Іона Винокура та Миколи Петрова. 1997 року вони вважали, що «серед літописних згадок про Кам'янець-Подільський найвірогіднішою є повідомлення під 1228 роком», а у висновках статті «Про час виникнення Кам'янця: погляди дослідників» прямо заявили: «Незаперечними є давньоруські пам'ятки 12—13 століть на території замку і Старого міста (дитинець і посад). У цьому зв'язку літописна згадка 1228 року про Кам'янець є найімовірнішою серед інших. Цю згадку можна вважати найдавнішою про місто над річкою Смотрич» . Через два роки їх висновок був не таким категоричним: «Звичайно, події під 1228 роком географічно можна пов'язати як із Кам'янцем на Волині, так і з Кам'янцем на Поділлі. З волинським Кам'янцем ці відомості пов'язуються тим, що на ті часи місто було родовим володінням Данила. А Галицько-Волинський літопис повідомляє, що 1228 року київський князь Володимир Рюрикович і Михайло Чернігівський напали на володіння Данила, який тоді князював на Волині». Щодо Пониззя, то, зазначають дослідники, в ті часи на нього не раз зазіхали угорці та поляки, а також київські та чернігівські князі, тож Мстислав Удатний міг звернутися до Данила (свого зятя) по допомогу, щоб захистити цей край.

### Запис під 1240 роком
Ще одне свідчення із Галицько-Волинського літопису, датоване 1240 роком, наштовхувало дослідників на думку про Кам'янець-Подільський: 
| А коли Батий узяв город Київ і почув він про Данила, що той в Уграх є, то рушив сам до [города] Володимира. І прийшов він до города Колодяжна, і поставив дванадцять пороків. Та не міг він розбити стіни і став перемовляти людей. Вони тоді, послухавши злої ради його, здалися і самі перебиті були. І прийшов він до Каменця [та] Ізяславля [і] взяв їх. А коли побачив, що Крем'янець і город Данилів неможливо взяти йому, то відійшов од них. І прийшов він до Володимира, і взяв його списом, і вибив його без пощади, так само і город Галич, і інших городів багато, що їм нема числа. |
Більшість істориків 19 — початку 21 століття ідентифікували згаданий у літопису Кам'янець із Кам'янцем на Волині. Так, Іван Крип'якевич  і Микола Котляр  свою позицію мотивували тим, що Кам'янець на Волині розташований на одному із давніх шляхів, що вів із Києва до Володимира — через Білгород (нині село Білогородка Києво-Святошинського району Київської області), Котельницю (нині село Стара Котельня Андрушівського району Житомирської області), Колодяжин, Полонне, Ізяславль, Шумськ, Кременець і Перемиль. Тож саме цим шляхом і рухалися війська Батия.
Археолог Роман Юра, досліджуючи залишки Колодяжина 12—13 століть біля села Колодяжне на Житомирщині, зробив висновок, що неподалік, біля села Кам'янка (нині в складі смт Миропіль), розміщувався і Кам'янець, оскільки там є велике городище. Роман Олександрович писав: «В дійсності шлях Батия з Києва до Володимира був значно пряміший, про що може свідчити розташування сучасних сіл Колодяжного і Кам'янки — літописних Колодяжина і Кам'янця. Слід зазначити, що біля села Кам'янки, яке зараз злилося з с. Новий Миропіль, є древньоруське городище» .
Проте Іон Винокур  і Степан Гуменюк  намагалися довести, що повідомлення про Кам'янець стосувалося Кам'янця на Поділлі, оскільки рух орди Батия неможливо уявити повністю прямолінійним, тож деякі загони рухалися дещо південніше від лінії Київ — Володимир і могли підійти до Кам'янця на Поділлі.
У популярній і науково-популярній літературі (навіть новітній) трапляються згадки про 1240 рік у контексті історії Кам'янця-Подільського. Так, у книзі «Україна: литовська доба 1320—1569» (Київ, 2008) у розділі «Кам'янець-Подільський» зазначено, що 1240 року за володарювання у Кам'янці Ізяслава Володимировича місто було зруйноване військами Бату-хана .

## Кам'янець у Густинському літописі
У Густинському літописі, створеному в першій половині 17 століття, Кам'янець (і не просто Кам'янець, а саме Кам'янець-Подільський) згадується під 1226 роком: 
| В лето 6734 (1226) помирися Андрей король Угорский со Мстиславом Галицким, и поять Марию дщерь Мстиславлю за Беля сына своего; и посади Мстиславль Беля зятя своего в Галичу, а сам сяде в Каменци-Подольском. |
Аналізуючи цей епізод, Іон Винокур і Микола Петров зазначають, що інші джерела (головним чином Галицько-Волинський літопис 13 століття) підтверджують, що ці події мали місце в історії Галицько-Волинської держави. Проте, підкреслюють дослідники, автори Густинського літопису по-своєму протрактували події. Зокрема, Мстислав Галицький ще 1221 року віддав заміж свою молодшу доньку Марію, але не за королевича Белу IV (старшого сина угорського короля Андрія), а за молодшого його сина — теж Андрія: «Мстислав же за радою облудних бояр галицьких оддав дочку свою меншу [Марію] за королевича [угорського] Андрія і дав йому Перемишль» .
Крім того, під 1227 роком Кам'янець у Галицько-Волинському літописі не згадується. Під цим роком там зазначено: «Мстислав дав Галич королевичу Андрієві, а сам узяв Пониззя» . Тож Іон Винокур і Микола Петров роблять висновок: 
| Можливо, що автор Густинського літопису вважав Кам'янець у 12—13 століттях столицею Пониззя. Однак з історичних джерел відомо, що нею Кам'янець став лише з другої половини 14 століття. А у 12—13 століттях ця роль належала Бакоті. Таким чином, згадка про Кам'янець у Густинському літописі під 1226 роком не може вважатися достовірною. |
У Густинському літописі Кам'янець згадано і під 1241 роком: «В лето 6749 (1241) по пленении киевском, на лето пойде безбожный Батый на землю Волынскую и Подольскую. И оттоле (от Колодяжина) пойде до Каменца-Подольского и не може его взяти, и Кременца такожды не могоша взяти» .
Іон Винокур і Микола Петров, зіставивши цей запис із аналогічним записом під 1240 роком у Галицько-Волинському літописі (його проаналізовано вище), зазначили, що однозначного висновку, що мова йде саме про Кам'янець-Подільський, теж зробити не можна .
Правда, 1970 року архітектор Євгенія Пламеницька після проведених архітектурно-археологічних досліджень у Кам'янець-Подільській фортеці писала: «Результати досліджень примушують нас із більшим довір'ям ставитися до Густинського літопису, де під 1226 та 1241 роками говориться не просто про Кам'янець, як в Іпатіївському літопису, а про Кам'янець-Подільський» .

## Литовська гіпотеза про 1360-ті роки
Перші достовірні письмові згадки про Кам'янець припадають на 1360-ті роки та пов'язані з литовськими джерелами. Як 1895 року зауважив Юхим Сіцінський, «уперше ж Кам'янець виступає на історичній арені у другій половині 14 століття, причому литовсько-руські літописи розповідають, що Кам'янець тоді тільки було засновано».
Отже, за цією версією, відлік історії Кам'янця-Подільського треба вести від перемоги великого литовського князя Ольгерда над татарами у Синьоводській битві восени 1362 року, від приходу на Поділля небожів Ольгерда — князів Коріятовичів (Корятовичів), від літописного запису про збудування ними Кам'янця. Ця позиція підкріплюється ще й тим, що першим в історії достовірним датованим письмовим документом, в якому мова йде про Кам'янець на Поділлі, досі залишається грамота князів Юрія та Олександра Коріятовичів, видана 7(15) січня 1374 року «на замку Кам'янецькому». 1374 рік як першу історичну згадку про Кам'янець-Подільський зазначено в покажчику перших історичних відомостей про давні поселення Хмельницької області у навчальному посібнику кандидата історичних наук Івана Рибака «Наш край в історії України» (Кам'янець-Подільський, 2007) .

Олень у Кам'янці-Подільському на вулиці Князів Коріатовичів як спогад про легенду

Як зазначає Ольга Пламеницька, «завдяки значній ролі Корятовичів у відродженні й розбудові міста народилася красива легенда про заснування ними Кам'янця» . Цю легенду литовський літопис подає так: 
| Поділля було татарське. А князь Кор'ят, брат князя Ольгерда, держав Новогрудок Литовський, а в того Кор'ята чотири сини були: князь Юрій і князь Олександр, і князь Костянтин, і князь Федір. І тії княжата Корятовичі за поміччю і з волі князя Вітовта пішли в Подільську землю. А тоді в Подільській землі не було ще ані жодного города мурованого, ані дерев'яного. Тоді ті княжата Корятовичі, прийшовши в Подільську землю, увійшли в приязнь з отаманами й стали боронити їх від татар й данини татарам не стали давати. Найперше знайшли собі твержицю на річці Смотричі, й тут собі город Смотрич зробили, а в другому місці на Смотричі город Бокут поставили. А потім, ловлячи на ловах, і пристало їм наїхати на стадо оленів у тому місці, де кам'янецьке місто лежить. І тії княжата розселилися на тім місці і город збудували Кам'янець, а від того всі городи подільські помурували й оселилися тії Корятовичі. |
Краєзнавець Олександр Расщупкін і кандидат історичних наук Сергій Трубчанінов підкреслюють, що цій розповіді «притаманний виразно легендарний характер і, можливо, вона є літературним запозиченням (саме так, за літописами, після полювання було зазновано місто Холм — столицю держави князя Данила Романовича, а також обидві литовські столиці — Троки і Вільнюс)» .
До початку 1960-х років литовська версія про заснування Кам'янця-Подільського була основною, а в науці вважалася офіційною . Сьогодні її підтримують поодинокі історики. Серед них доктор історичних наук Ярослав Дашкевич. 1984 року в мюнхенському науковому збірнику в статті «Каменец — ещё раз» він стисло виклав історіографію питання, зробив критичні зауваження щодо версій, відмінних від литовської. Дашкевич поставив під сумнів роботи археологів і надав першочергового значення звісткам середньовічних літописів про заснування Кам'янця-Подільського литовськими князями Коріатовичами (Коріотайтісами) .
Підтримав литовську версію і доктор історичних наук Леонтій Войтович. В історико-генеалогічному дослідженні «Князівські династії Східної Європи (кінець 9 — початок 16 століття): склад, суспільна і політична роль» (Львів, 2000) він зазначив: 
| Археологічні розкопки на території Кам'янця дозволяють говорити про окремі поселення ще у 8—9 століттях, але, схоже, що справді Корятовичі застали тут пустку, де гуляли олені. Кам'янець почав будуватися після 1362 року, і в числі перших поселенців тут були, напевно, вірмени, які відгукнулися на заклик князя Федора Дмитровича, копію грамоти якого відшукав Мінас Медічі (Бжшкянц). |
Дані, на яких базується литовська версія, історики не заперечують. Критика версії полягає тільки в тому, що дослідники в своїх гіпотезах намагаються заглибити історію Кам'янця-Подільського з другої половини 14 століття до 13, 12, 11 чи навіть 2 століття.

## Вірменська гіпотеза про 1062 рік

### Виникнення та поширення гіпотези
Дата «1062 рік» як дата найдавнішої згадки про Кам'янець-Подільський набула офіційного статусу 1961 року в статті «Кам'янець-Подільський», уміщеній у шостому томі першого видання Української радянської енциклопедії (головний редактор енциклопедії — уродженець Кам'янця-Подільського Микола Бажан; том підписано до друку 16 вересня 1961 року; ім'я автора статті не вказано). На початку статті сказано: «Кам'янець-Подільський — одне із стародавніх міст Української РСР. Вперше згадується 1062 року у вірменських літописах» .
Цю дату зміцнив своїм авторитетом відомий дослідник давньоруських міст, академік АН СРСР Михайло Тихомиров, який у жовтні 1962 року відвідав Кам'янець-Подільський. 25 жовтня у місцевій газеті «Прапор Жовтня» з'явилася його стаття «Про початок Кам'янця-Подільського» (це була записана журналістом Юхимом Альперіним скорочена стенограма виступу академіка в Кам'янець-Подільському педагогічному інституті на ювілейній науковій конференції, присвяченій 900-річчю міста) . Тихомиров, зокрема, зазначив:
| Як відомо, вірменські вчені виявили одну старовинну грамоту і, посилаючись на неї, довели, що 1062 року Кам'янець існував. Цей документ нещодавно піддав сумніву (на мій погляд, неправильно) львівський дослідник Ярослав Дашкевич [66]. Він доводить, що цю грамоту підроблено, переконливих же аргументів не наводить. З тлумачень цього дослідника виходить, ніби для ствердження існування Кам'янця в 11—12 століттях мусить бути грамота, а раз такої ніде нема, то й міста не існувало. Я повинен сказати, що все життя вивчаю різні грамоти й літописи (а мені вже близько 70 років), але переконано можу заявити, що до нас не дійшла з 11 чи 12 століть жодна грамота з історії міст… У 17 столітті наукової палеографії не було, тож підробити фіктивну грамоту часів Київської Русі було неможливо. Як же могли це зробити вірмени? Висновок Дашкевича легковажний, тенденційний, не підкріплений будь-якими доказами, а, значить, нічого спільного з науковим дослідженням не має. Разом із тим зазначу, що, наскільки мені відомо, вірменські літописи дуже сумлінні та максимально вірогідні. Отже, не вивчивши питання (як це зробив Дашкевич), не можна робити такі висновки та, принаймні, заперечувати справжність такої грамоти. Таким чином, Кам'янець-Подільський має право цього року відзначати своє 900-річчя. |
23 грудня 1962 року в міському Будинку культури відбулася ювілейна сесія Кам'янець-Подільської міської ради разом із представниками громадських організацій, присвячена 900-річчю міста . 1963 року з'явилися відповідні публікації в «Українському історичному журналі» (Київ) , в «Науково-інформаційному бюлетені Архівного управління УРСР» (Київ)  та в журналі «Вопросы истории» (Москва) . Того ж року на «ювілей» міста відгукнувся статтею в московському журналі «Огонёк» письменник Володимир Бєляєв — уродженець Кам'янця-Подільського. Він писав: «Порівняно недавно вірменські вчені виявили старовинну грамоту, що дає всі підстави стверджувати, що Кам'янець-Подільськ існував уже в 1062 році. Один з київських князів, йдеться у вірменських джерелах, запросив у 1062 році вірмен на Русь для боротьби з половцями». Не обминув увагою кам'янецький «ювілей» і московський тижневик «Неделя» .
Ще через два роки дата «1062 рік» була зафіксована в путівнику «Кам'янець-Подільський» (упорядники Юхим Бейдер, Іван Гарнага та інші), виданому у Львові , та в шостому томі «Советской исторической энциклопедии» . 1967 року цю дату повторив Український радянський енциклопедичний словник . Нова дата проникла і в енциклопедії союзних республік, зокрема 1972 року — в молдавську .

### Заперечення Ярослава Дашкевича
Дата «1062 рік» обґрунтовувалася як згадка у докладніше не визначених «вірменських літописах». Проте, як зазначив український історик Ярослав Дашкевич, «необхідно з усією категоричністю заявити, що немає жодного вірменського літопису чи будь-якого іншого вірменського письмового джерела або також невірменського джерела, яке б стосувалося історії вірменських колоній в Україні, в яких згадувався би 1062 рік як дата приходу вірменських поселенців до Кам'янця-Подільського» .
Скрупульозно вивчивши архівні документи 11—16 століть, Ярослав Дашкевич довів, що 1062 рік як найдавніша писемна згадка про Кам'янець — це наслідок сфальсифікованої львівськими вірменами у 16 столітті грамоти на їхні права щодо самоврядування та торгівлі. З'ясувалося, що ця грамота виникла в середовищі львівських вірмен у другій половині 16 століття. Саме тоді католицька та вірменська громади Львова вели гостру боротьбу за низку привілеїв. Представники польського патриціату, намагаючись обмежити торгівлю вірмен, стверджували, що вірмен не можна вважати рівноправними мешканцями Львова, оскільки вони досить пізно прибули до міста. Вірмени ж доводили, що вони є давніми жителями Львова та Русі. Внаслідок цього виникла сфальсифікована вірменами грамота, на основі якої суд виніс ухвалу на користь вірмен. 21 жовтня 1641 року  цю грамоту в латинському перекладі було вписано до книг Коронної метрики  у Варшаві з довільною датою — 1062 рік, чим формально стверджувалася її достовірність .
Повний текст грамоти у перекладі з єдиного відомого латинського тексту 1641 року звучить так: 
| Ось від великого князя Федора Дмитровича косогацьким вірменам. [Ті], які схочуть сюди прийти [і] прийдуть мені на допомогу, і я дам вам волю на три роки, а коли будете підо мною, хто де захоче, там вільно поселиться. |
Як зазначає Ярослав Дашкевич, «у тексті грамоти (вже навіть цілком незалежно від того, чи вважати її фальсифікатом, чи автентичною грамотою) немає жодної згадки про Кам'янець-Подільський, ні про будь-яке інше українське місто». Крім того, не вдалося ідентифікувати князя Федора Дмитровича, від імені якого видано грамоту, із жодною реальною особою в історії Русі . Контраргументи вірменського історика Вардгеса Мікаєляна, викладені в книзі «Історія вірменської колонії в Криму» (Єреван, 1964) та в статті «До питання про грамоту князя Федора Дмитровича» в «Археологічному щорічнику за 1964 рік» (Москва, 1965), не зуміли пояснити, хто був легендарний князь Федір Дмитрович, а також захистити датування грамоти 11 століттям .

### Два твердження про 1062 рік з прив'язкою до Кам'янця
Глибше вивчення проблеми показало, що твердження про запрошення 1062 року вірмен до Кам'янця належать французькому сходознавцю, місіонеру та дипломату Луї-Марі Піду де Сент-Олону (1637–1717) та вірмено-католицькому архімандриту Мінасу Бжшкянцу (відомому також під романізованим прізвищем Медічі), який діяв на початку 19 століття .
Луї-Марі Піду провів у середовищі вірмен України близько 10 років. У своєму щоденнику він залишив низку свідчень про них. Зокрема, Піду цікавив час появи вірменських колоній в Україні. Він висловив думку, що вірменські колонії виникли в Криму та на Русі в 11 столітті: після того, як 1065 року тюрки знищили вірменську столицю — місто Ані. Саме Піду ввів у науковий обіг запис із Коронної метрики про запрошення вірмен на Русь .
Ярослав Дашкевич вважає, що, крім грамоти з Коронної метрики, датованої 1062 роком, Піду використав ще й відомості вірменського мандрівника Симеона дпір Леаці (1586–1639). Той упродовж багатьох років мешкав у Львові. У своїх «Дорожніх нотатках» Леаці виклав концепцію про два шляхи міграції вірмен на Русь у 13 столітті — через Крим та Анатолію, про існування в 13 столітті вірменських колоній у містах Львів, Луцьк, Київ, Володимир і Белз. Про Кам'янець Леаці не згадує. На думку Ярослава Дашкевича, анійці 13 століття у Симеона дпір Леаці «невідомо з яких причин» перетворилися на анійців 11 століття у Луї-Марі Піду, яких запросив на Русь князь Федір і які створили свої колонії у Києві, Львові, Володимирі, Луцьку, Кам'янці, Снятині та інших містах, яких Піду не вказав. Як зазначають Іон Винокур і Микола Петров, «не виключено, що Марі Піду записав до числа названих міст Кам'янець тому, що у його часи в місті проживала найчисленніша в Україні вірменська громада, а воно було столицею Подільського воєводства».
У першій чверті 19 століття Бжшкянц подорожував вірменськими колоніями України та Молдавії. Враження від цієї поїздки він виклав у книзі «Подорож до Польщі й до інших країн, в яких мешкають вірмени, що походять від мешканців давнього міста Ані», що побачила світ 1830 року у Венеції (вірменською мовою). Описуючи в окремому розділі своє перебування в Кам'янці-Подільському, Бжшкянц подав у ньому параграф «Кам'янецькі анійці», який починався словами: 
| Року Божого 1062 Теодор запросив анійців замешкати в Подільській землі, в столиці Кам'янці, де вони, поселившись і розмножившись, стали основним населенням міста. |
Наприкінці 1950-х років вірменський історик Вазген Восканян повторно ввів у науковий обіг дату «1062 рік» . Зокрема, на запит Кам'янець-Подільського історичного музею-заповідника про час поселення вірмен у Кам'янці надійшла довідка від Інституту історії Академії наук Вірменської РСР від 29 грудня 1958 року за підписом Восканяна «Про заснування Кам'янця-Подільського». Матеріал базувався на викладках Бжшкянца.
Базуючись на цій довідці, директор музею Григорій Хотюн у квітні 1960 року звернувся до академіка АН СРСР Михайла Тихомирова з проханням уточнити дату заснування Кам'янця-Подільського. У листі-відповіді Тихомиров писав: «Я отримав Вашого листа й дуже радий, що Ви до мене звернулися. Тов. Восканян, який написав довідку, мій учень і людина дуже серйозна. Думаю, що його відомості правильні, Кам'янець може тепер вважати своїм першим роком 1062 рік… В силу низки причин вірмени з давнього часу жили в Україні». Академік також обіцяв детальніше з'ясувати справу під час наукової сесії в Єревані влітку 1960 року, а згодом приїхати до Кам'янця-Подільського. В Єревані Тихомиров вивчив документальне підтвердження початкової дати Кам'янця, а 1962 року піддав критиці викладки Ярослава Дашкевича, який засумнівався у справжності грамоти князя Федора Дмитровича .
Як зазначає Дашкевич, «безпідставна гіпотеза Бжшкянца, яка чомусь не стала об'єктом наукової перевірки в наш час, була підхоплена окремими авторами та внесла зайву плутатину в питання про найдавнішу письмову згадку в історичних джерелах про Кам'янець-Подільський».

### Ідентифікація князя Федора Дмитровича
Леонтій Войтович в історико-генеалогічному дослідженні «Князівські династії Східної Європи (кінець 9 — початок 16 століття): склад, суспільна і політична роль» (Львів, 2000) спробував ідентифікувати князя Федора Дмитровича: 
| У 19 столітті архімандрит вірмено-католицької церкви Мінас Медічі (Бжшкянц) віднайшов латинську копію грамоти, датованої 1062 роком, зроблену 1641 року: «Ось від великого князя Федора Дмитровича косогацьким вірменам. [Ті], які схочуть сюди прийти [і] прийдуть мені на допомогу, я дам волю на три роки, а коли будете підо мною, хто де захоче, там вільно поселиться». У суперечці Мікаєляна з Дашкевичем стосовно датування грамоти, безперечно, має рацію останній. Грамота не могла бути видана в 11 столітті, коли не існувало князя Федора Дмитровича. У 14 столітті в Солхаті (Судаку) існувала значна вірменська колонія («косохатським вірменам» Дашкевич пропонує читати як «ко солхатським вірменам», що не викликає заперечень). При датуванні грамоти за вірменським григоріанським календарем (1062 рік приблизно відповідає 1362 рокові) у латинській копії можна було легко допустити помилку. Князь Федір Дмитрович міг бути сином подільського князя Дмитра, який залишився на Поділлі після відступу батька з ординцями по поразці на Синіх Водах і послав у Крим свій заклик по допомогу перед загрозою наступу Корятовичів. |
Батько Федора Дмитровича був руським князем, нащадком болохівських князів, які вціліли під ординським протекторатом на Поділлі.
Деякі дослідники 19 століття замість невідомого князя Федора Дмитровича вели мову про відомого великого князя Київського Ізяслава Ярославича — сина Ярослава Мудрого. Так, у збірнику «Насильне приєднання (унія) вірмен Польщі до римської церкви», виданому 1884 року в Санкт-Петербурзі вірменською мовою, зазначено: «Переселення вірмен на Русь започатковано 1062 року, коли великий князь Ізяслав Ярославович, довідавшись про хоробрість вірмен, з обіцянками запросив їх із Криму для захисту свого тилу проти своїх ворогів-половців. Прийшли вони на заклик, а потім облаштувалися в Києві та Кам'янці. Займалися торгівлею та ремеслом, збагатилися та стали знатними. Слава про них поширилася і дійшла до галицького князя Данила Романовича. Він і його син Лев Данилович запросили вірмен поселитися у своєму місті Львові».
Історик 19 століття Дмитро Тан у праці «Східні вірмени в Буковині», виданій 1891 року у Відні, писав: «1062 року руський князь Ізяслав послав грамоту та закликав 20 тисяч вірмен із міста Ані на Русь для війни проти половців. Вони не повернулися на батьківщину та поселилися в Києві, Кам'янці-Подільському, а згодом по всій Руській землі» .
Ще один варіант щодо ідентифікації князя Федора Дмитровича запропонував історик Іван Линниченко у докторській дисертації «Риси з історії станів у південно-західній Русі» (Москва, 1894). Він трактував написання «Федір Дмитрович» як «Федір (Дмитро)» і вважав, що грамоту видав волинський князь Федір Любартович, який мав християнське ім'я Дмитро. Щоправда, це вже був кінець 14 століття, а не 1062 рік.

### Доля гіпотези
Радянська енциклопедія історії України, другий том якої вийшов 1970 року, відмовилася від дати «1062 рік». У статті «Кам'янець-Подільський», автором якої є архівіст Іван Гарнага, зазначено, що Кам'янець «виник у кінці 11 — на початку 12 століття» . 1971 року цю версію підтримала «Історія міст і сіл Української РСР» у томі про Хмельницьку область. У статті «Кам'янець-Подільський» сказано: «Археологічні дані стверджують давньоруське походження Кам'янця. Ґрунтуючись на цих даних, історики прийшли до висновку, що на рубежі 11—12 століть поселення й городище перетворилися у феодальне місто» . Згодом про народження цього висновку розповів Іван Гарнага: 
| На одному із засідань робочої групи з підготовки історичного нарису про Кам'янець-Подільський (цей нарис увійшов у книгу «Історія міст і сіл Української РСР. Хмельницька область») обговорювалось питання про час трансформації давнього града (городища) в місто. У засіданні брали участь професор Леонід Коваленко, доцент Іон Винокур, працівник сільськогосподарського інституту Василь Ланевський і автор цих рядків. Група підтримала автора монографії про племена черняхівської культури (2—5 століття) Іона Винокура і фахівця в галузі української історіографії Леоніда Коваленка, які внесли пропозицію: зважаючи, що немає літописної згадки про Кам'янець за період Київської Русі, дату заснування міста визначити за пам'ятками матеріальної культури. Оскільки наявні археологічні пам'ятки фіксують бурхливий розвиток у Кам'янці ремесел і торгівлі за часів внука Ярослава Мудрого Ростислава та його нащадків, датувати перетворення укріпленого поселення сільського типу (града) в місто рубежем 11—12 століть. Пропозицію робочої групи прийняла обласна і республіканська редколегія «Історії міст і сіл УРСР». Та частина історичного нарису про Кам'янець, в якій йде мова про заснування міста, після виходу у світ тому нашої області стала еталоном для цілого покоління дослідників і шанувальників історичного минулого. |
Вказану Іваном Гарнагою концепцію було зафіксовано вже 1968 року в історико-архітектурному нарисі «Кам'янець-Подільський», що побачив світ у київському видавництві «Будівельник». У першому розділі «Сторінки будівельної історії» (автори — Іон Винокур, Григорій Хотюн, Євгенія Пламеницька) чітко зазначено: «Очевидно, на базі „гнізд“ слов'янських поселень 9—10 століть в процесі дальшого історичного розвитку десь у 11—12 століттях і виникає феодальне місто з виразним відокремленням ремесла від землеробства, з розвиненою торгівлею». Проте вже через два абзаци читаємо: «У середньовічних вірменських пам'ятних записах збереглися свідчення про те, що 1062 року один із київських князів надіслав грамоту і запросив 20 тисяч вірмен із міста Ані на Русь для спільної війни проти половців. Вірмени оселилися в Києві, у Кам'янці-Подільському, а пізніше — по всій Руській землі. Вони займалися ремеслом і торгівлею, створили в місті окрему вірменську громаду» . Проігноровано дату «1062 рік» у другому виданні путівника «Кам'янець-Подільський» (Львів, 1970; серед авторів — Юхим Бейдер, Іван Гарнага, Григорій Хотюн) . Проте в путівнику Іона Винокура та Григорія Хотюна «Кам'янець-Подільський державний історико-архітектурний заповідник», виданому 1981 року у Львові, вірменська версія цілком несподівано повернулася фразою: «Деякі матеріали з історії давньоруського Кам'янця містяться і у вірменських хроніках, у записах ще з 1060–1062 років». Згадують 1062 рік краєзнавець Григорій Дем'янчук у путівнику «Високі береги Смотрича» (Львів, 1978) , письменник Юрій Кругляк у довіднику «Ім'я вашого міста» (Київ, 1978) . Очевидно, що ці два видання орієнтувалися на перше видання Української радянської енциклопедії (адже том зі статтею про Кам'янець-Подільський у другому виданні УРЕ побачив світ тільки 1979 року).
На відміну від перших, другі видання Української радянської енциклопедії (1979) та Українського радянського енциклопедичного словника (1987) зафіксували відповідно такі висновки про Кам'янець-Подільський: «Виник у кінці 11 — на початку 12 століття»  та «Кам'янець-Подільський засновано наприкінці 11 — на початку 12 століття» . У зарубіжних енциклопедіях згадка про 1062 рік протрималася довше. Так, 1982 року польська «Encyklopedia popularna PWN» (п'яте видання) писала про виникнення Кам'янця перед 1062 роком . Деякі українські енциклопедії та довідники досі вказують 1062 рік як першу згадку про Кам'янець-Подільський. Серед них Географічна енциклопедія України (1990) , економіко-географічний довідник «Міста України» (1990) , Універсальний словник-енциклопедія (2006) . 2004 року 1062 рік як дату заснування міста подала «Російська єврейська енциклопедія» .
У самому Кам'янці-Подільському версія про 1062 рік протрималася щонайменше 25 років. Так, 5 вересня 1987 року побачив світ спеціальний потрійний (на 12 сторінках) літературно-мистецький номер місцевої газети «Прапор Жовтня». На першій сторінці було зазначено: «Древньому і вічно молодому Кам'янцю-Подільському, якому виповнюється 925 років, присвячуємо цей номер» .
Зовсім парадоксально виглядає «історична дата утворення» міста на офіційному вебсайті Верховної Ради України — 1041 рік . Джерел, звідки взято цю дату, на сайті не вказано. Виявити ж в історичній літературі дані про 1041 рік із прив'язкою до Кам'янця-Подільського не вдалося. Проте десь на цю або ще ранішу дату орієнтувався Віктор Янукович, коли 23 жовтня 2004 року в ранзі прем'єр-міністра України відвідав Кам'янець-Подільський. Виступаючи на майдані біля Ратуші, він заявив: «Вашому місту вже скоро виповниться 1000 років. Отож, держава у боргу перед ним, тому будемо робити все, щоб повернути його і жителям, і нашій історії». Отже, за версією тодішнього прем'єр-міністра, Кам'янець засновано невдовзі після 1004 року .

## Давньоруська (домонгольська) гіпотеза про 12—13 століття
Давньоруська (домонгольська, доординська) версія заснування Кам'янця-Подільського полягає в тому, що Кам'янець сформувався як місто ще в давньоруські часи — до монголо-татарської навали. Коли точно це сталося, гіпотеза відповіді на дає. У ході її розвитку діапазон для припущень був досить великий — понад два століття: від кінця 10 століття (у версії Андрія Паравійчука) до початку 13 століття (верхня межа у версії Іона Винокура та Миколи Петрова).

### Еволюція гіпотези
В ході історичних і археологічних досліджень давньоруська версія зазнала значної еволюції, переживала часи занепаду та розквіту. В середині 19 століття давньоруська версія базувалася винятково на літописних згадках (зокрема, на згадці про Кам'янець у записі під 1196 роком у Київському літописі). Наприкінці 19 століття всі провідні дослідники відмовилися від цієї версії, оскільки виявилося, що в літописах фігурує не Кам'янець на Поділлі, а інші Кам'янці.
Відродження давньоруської версії припадає на 1960-ті роки. Нове бачення їй надали археологічні дослідження Старої фортеці та Старого міста Кам'янця-Подільського. Наприкінці 1960-х років викристалізувалося твердження про те, що на рубежі 11—12 століть поселення в петлі Смотрича перетворилося на феодальне місто. Головними авторами та промоутерами уточненої давньоруської концепції стали архітектор-реставратор Євгенія Пламеницька, археолог Іон Винокур, джерелознавець Леонід Коваленко, архівіст Іван Гарнага. Нову дату заснування Кам'янця-Подільського (кінець 11 — початок 12 століття) зафіксували найавторитетніші видання: історико-архітектурний нарис «Кам'янець-Подільський» (1968), «Радянська енциклопедія історії України» (1970), «Історія міст і сіл Української РСР» (1971), «Українська радянська енциклопедія» (1979), «Український радянський енциклопедичний словник» (1987), туристська схема «Кам'янець-Подільський», видана 1984 року в Москві Головним управлінням геодезії та картографії при Раді Міністрів СРСР. Кінцем 11 століття датують заснування міста «Географічний енциклопедичний словник» (Москва, 1989) , двотомний «Великий енциклопедичний словник» (Москва, 1991) . Трапляється ця версія і в сучасній популярній і науково-популярній літературі. Так, у книзі «Україна: литовська доба 1320—1569» (Київ, 2008) зазначено, що ранньофеодальне місто на території сучасного Кам'янця-Подільського із розвиненим ремеслом і торгівлею виникло близько 11—12 століття, що воно займало значну площу й складалося з кількох невеликих поселень .
Хоч точної дати заснування міста не було встановлено, Іван Гарнага взяв середнє арифметичне для рубежа 11—12 століть і в лютому 1997 року запропонував: «Оскільки у нас, в Україні, вкоренилася традиція відмічати „круглі дати“ міст, визначаючи їх вік від часу перетворення ранішніх поселень сільського типу в місто, то чи не варто подумати про відзначення 2000 року 900-річного ювілею славного Кам'янця-Подільського» . Пропозиція підтримки не знайшла. Адже багато кам'янчан пам'ятали, що 1962 року місто вже відзначало своє 900-річчя (хоч і за фальшивою датою відкинутої більшістю істориків вірменської версії). Через 38 років вдруге святкувати 900-річчя багатьом, очевидно, здалося нелогічним. До того ж в усіх на слуху була дако-римська гіпотеза Євгенії та Ольги Пламеницьких про існування Кам'янця вже в 2 столітті.
На той час, коли Іван Гарнага вносив пропозицію про святкування 900-річчя, «археологічна дата» заснування міста змістилася на століття вперед: Іон Винокур і Микола Петров писали вже не про рубіж 11—12 століть, а про другу половину 12 — початок 13 століття. За уточненою давньоруською концепцією, 2000 року треба було святкування не 900-річчя міста, а його 800-річчя.
Іон Винокур (помер 2006 року) та Микола Петров (помер 2008 року) опублікували у співавторстві низку праць, присвячених першопочаткам Кам'янця-Подільського. Це, зокрема: «До початку історії Кам'янця-Подільського» (1996), «Про час виникнення Кам'янця: погляди дослідників» (1997), «Про першопочатки Кам'янця-Подільського» (1998), «Про час заснування Кам'янця-Подільського: дискусійний аспект» (1999), «Кам'янець-Подільський кінця 12 — початку 13 століття за писемними та археологічними джерелами» (2004). Якщо в перших роботах автори ще намагалися археологічні дані підкріпити літописними згадками про Кам'янець (так, літописну згадку 1228 року про Кам'янець вони вважали найімовірнішою серед інших), то в останніх двох публікаціях дослідники відмовилися від цієї спроби та прямо зазначили, що ідентифікувати згаданий у літописах Кам'янець із Кам'янцем на Поділлі досить важко.
Отже, на сьогодні давньоруська версія ґрунтується тільки на археологічних дослідженнях і датує виникнення Кам'янця як міста другою половиною 12 — початком 13 століття. Саме це зафіксовано в статті «Кам'янець-Подільський» в четвертому томі «Енциклопедії історії України» (Київ, 2007): «За археологічними джерелами, виникнення Кам'янця датується кінцем 12 — початком 13 століття» (автори статті — Микола Петров та Іван Рибак).

### Версія Андрія Паравійчука
Спробу поглибити вік Кам'янця-Подільського та віднести формування його як міста на кінець 10 століття зробив подільський краєзнавець Андрій Паравійчук, який у вересні 1986 року опублікував у Львові у літературно-мистецькому та громадсько-політичному журналі «Жовтень» (нині «Дзвін») статтю «Кам'янцю-Подільському — 1000 років».
Андрій Григорович відштовхнувся від того, що 1980 року в Старому місті Кам'янця-Подільського при розчистці території на Центральній площі (нині майдан Польський ринок) на розі з вулицею Кірова (нині Зарванська) було виявлено стародавнє житло, яке археолог Іон Винокур дослідив і «встановив, що це житло тиверців». Далі Паравійчук зазначив:
| Отже, тепер по-новому постало питання про те, що в Кам'янці жили тиверці. За «Повістю врем'яних літ» східнослов'янські племена тиверців жили на бессарабській стороні, між Дунаєм, Прутом і Дністром. Наприкінці 10 століття тиверців у стародавніх літописах уже не згадують. Це означає, що тиверці переселилися з бессарабської сторони на лівий берег Дністра, на Поділля, зокрема в Кам'янець. І сталося це наприкінці 10 століття, або рівно 1000 років тому. Тиверці були добрими ремісниками-гончарями і торгували своїми виробами. А переселення їх у Кам'янець перетворило це поселення в місто. |
На думку Паравійчука, у Кам'янці тиверці заселили переважно дві давні вулиці — Довгу та Зарванську. Назву останньої Андрій Григорович вивів від слова «зарванець», яке місцевою говіркою означає «чужинець». На завершення Паравійчук зазначив, що «тиверці досить скоро змішалися з місцевим населенням і сліди їх забулись надовго».
Версія Паравійчука, оприлюднена в нефахомому журналі, залишилася поза увагою дослідників. До того ж базове посилання Паравійчука виявилося не надто коректним. Іон Винокур і Микола Петров у статті «Житло домонгольського Кам'янця», опублікованій 21 листопада 1981 року в Кам'янці-Подільському в газеті «Прапор Жовтня», чітко віднесли віднайдене житло до 12—13 століть. Щоправда, дослідники зазначили: «На площі котлована, де ведуться реставраційні роботи, при зачищенні виявлено й уламки посуду 10—11 століть (глибина залягання 1,8—2 метри). Це засвідчує початки Кам'янця саме у період, коли край входив до складу Київської Русі. У 9—10 століттях ця територія була заселена східнослов'янськими племенами уличів і тиверців».

### Уточнена гіпотеза Винокура та Петрова
Оскільки літописи не можуть однозначно підтвердити чи спростувати існування Кам'янця-Подільського в 12—13 століттях, то вчені звернулися до археологічних досліджень. Їх свого часу було проведено у межах Старого міста Кам'янця-Подільського, на території її Старої фортеці, в околицях міста. Це дозволило доктору історичних наук Іону Винокуру та кандидату історичних наук Миколі Петрову висунути уточнену давньоруську гіпотезу про заснування Кам'янця-Подільського. Базуючись суто на археологічних дослідженнях, автори гіпотези засвідчують, що наприкінці 12 — на початку 13 століття Кам'янець сформувався як місто і складався з дитинця (кремля), посаду та приміських околиць. Найповніше концепцію Винокура та Петрова викладено ними в статті, опублікованій 1999 року в журналі «Краєзнавство» , та в доповіді на Міжнародній науково-практичній конференції «Кам'янець-Подільський у контексті українсько-європейських зв'язків: історія і сучасність», що відбулася 16—17 травня 2003 року в Кам'янці-Подільському .

### Дитинець

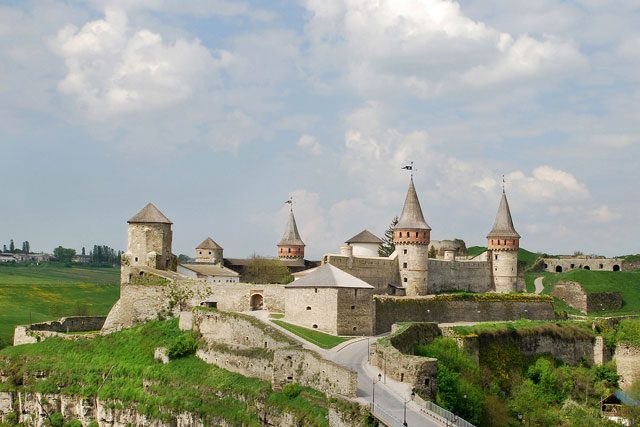
Кам'янець-Подільська фортеця на мисі, де в 12—13 століттях був дитинець

Дитинець давнього Кам'янця розташовувався на високому мисі з південно-західного боку півострова, утвореного петлею річки Смотрич. Він займав площу близько гектара, мав наближену до трикутника форму, піднімався на висоту 38 метрів над рівнем Смотрича . Ця локалізація дитинця базується на планомірних архітектурно-археологічних дослідженнях, проведених у 1964—1969 роках архітекторами Євгенією Пламеницькою, Анатолієм Тюпичем, археологом Іоном Винокуром на території Кам'янець-Подільської фортеці . Результати цих досліджень Євгенія Пламеницька оприлюднила в низці праць: «Нові дані про Кам'янець-Подільську фортецю» (1967) , «Дослідження Кам'янець-Подільської фортеці» (1968) , «Про час заснування Кам'янець-Подільського замку-фортеці» (1969) , «Початкові етапи будівництва Кам'янець-Подільського замку» (1970) , «Із досліджень Кам'янець-Подільської фортеці» (1971) , «Дослідження Кам'янець-Подільського замку в 1969 році» (1972) , «Дослідження Кам'янець-Подільського замку» (1975) .
Дитинець з'єднувався з посадом неширокою кам'яною перемичкою на місці сучасного Замкового мосту. Найвразливішою для мисового городища була його західна частина. Саме тут, з боку поля, городище обмежували дерево-земляний вал і глибокий рів. Їх залишки виявлено у найдавнішій південно-західній частині Кам'янець-Подільської фортеці — на території, що прилягає до вежі Денної. Тут відкрито культурний шар 12—13 століть майже півметрової товщини. Він представлений чорно-коричневим гумусом, горілим деревом, перепаленим камінням, прошарками попелу, значною кількістю кераміки тих часів. Вал посилював оборону городища на найнебезпечнішій ділянці мису та ховав майданчик дитинця від огляду з боку поля .
Наприкінці 12 — на початку 13 століття, коли змінилася військова тактика ведення бойових дій і, зокрема, стали застосовувати організовану облогу міст, земляні та дерев'яні укріплення валу посилили кам'яним муром із зубцями та щілиноподібними лучними бійницями. Його фрагментарні залишки загальною довжиною близько 20 м виявлено на двох ділянках у західній і північно-східній частинах укріплень старого замку. Мур був невисокий, завтовшки 1,5—0,75 м. На думку Євгенії Пламеницької, територію кремля додатково обмежував рів. Після зруйнування валу його згодом засипали. Над південним урвищем стояла дерев'яна огорожа. Дитинець, де зосереджувалися адміністративні та господарські будівлі, мав два в'їзди: перший — із північно-західного боку через ворота у валу, другий — з боку посаду. Домонгольський кремль 12—13 століть був значно меншим, ніж кам'яний замок 14—15 століть.
Аналогічні прості мисові городища — замки домонгольських часів — були досить поширені у Середньому Подністров'ї (Княгинин, Велика Слобідка, Гринчук, Устя та інші села нинішнього Кам'янець-Подільського району) .

### Посад
Посад давнього Кам'янця розташовувався в межах сучасного Старого міста — на півострові, утвореному петлею Смотрича. Топографія культурних нашарувань 12—13 століть у межах посаду досить широка. Так, пласт із керамікою 12—13 століть відкрито в північній частині Старого міста, в каньйоні Смотрича, на сучасних Польському та Вірменському ринках, вулицях П'ятницькій та Іоанно-Предтеченській, на східних схилах півострова, у південних кварталах неподалік від Руської брами.

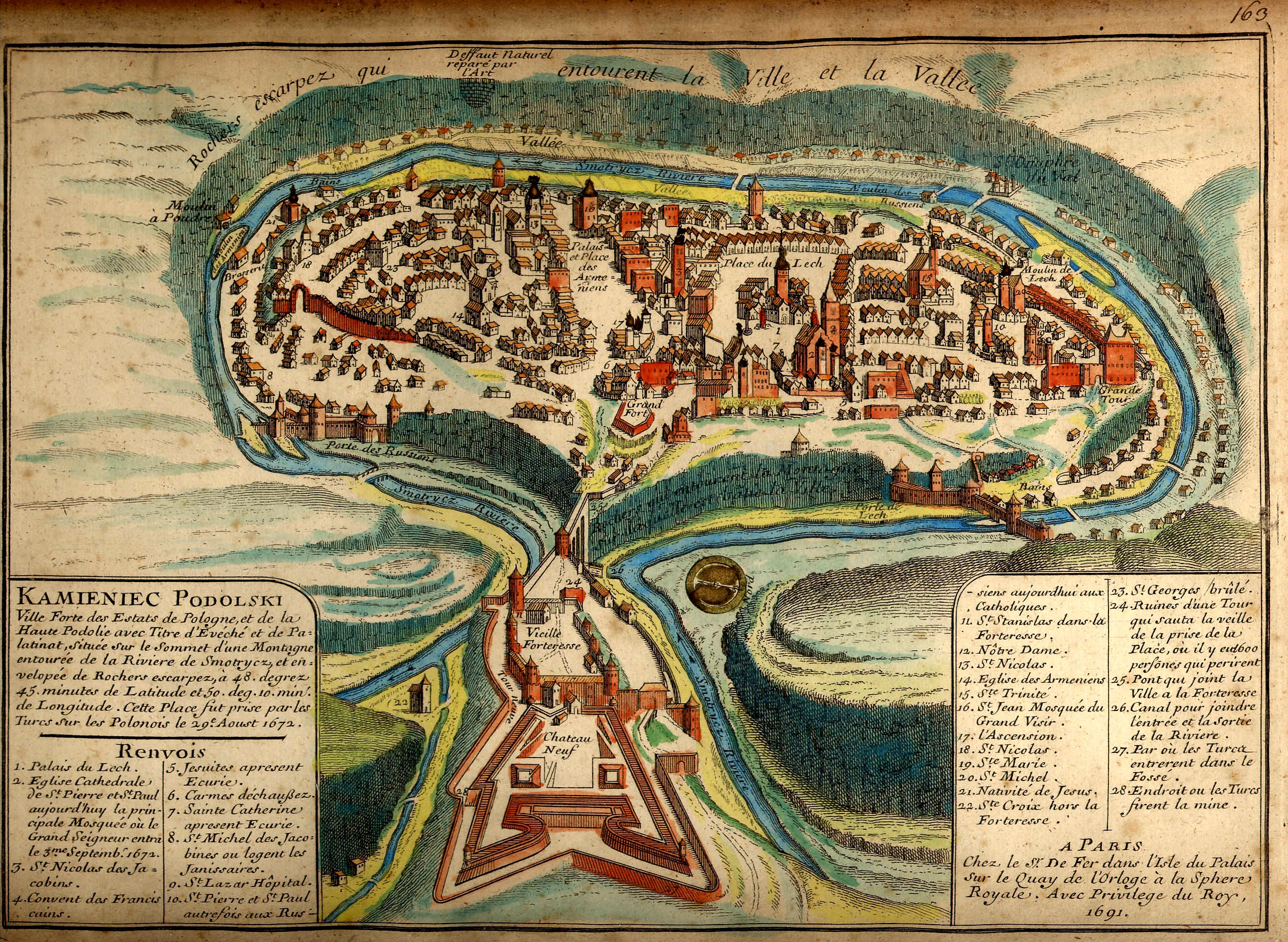
Старе місто (на півострові) та фортеця (на мисі) на французькому плані 1691 року

#### Торговий майдан
Головна роль у формуванні вуличної мережі посаду належала торговому майдану, який Винокур і Петров спочатку розташовували в межах східної частини сучасного Вірменського ринку та в південній частині суміжної з ним П'ятницької вулиці . Аргументуючи це припущення в доповіді «Про початок планування та забудови посаду Кам'янця (12—13 століття)», зробленій на науковій конференції «Проблеми етнографії Поділля» (Кам'янець-Подільський, 1986), Винокур і Петров передусім звернулися до опублікованої 1862 року статті Павла Троїцького про Іоанно-Предтеченську церкву, в якій той писав, що в межах погосту Іоанно-Предтечеського собору існувала П'ятницька церква (саме вона дала назву П'ятницькій вулиці) . Храм на честь Параскеви П'ятниці, покровительки торгівлі, заступниці купців і подорожніх, у давньоруські часи був звичним на торговому майдані. Як зазначають Винокур і Петров, прикладами цьому можуть бути міста Новгород, Чернігів, Полоцьк та інші.
Можливу локалізацію торгового майдану 12—13 століть дослідники підтвердили й археологічними матеріалами. Так, у 1960-х роках краєзнавець Сергій Шкурко на вулиці Червоних прикордонників (нині Іоанно-Предтеченській) виявив культурний шар 12—13 століть, представлений типовою гончарною керамікою. Під час археологічних досліджень Іоанно-Предтеченської церкви, проведених у 1982—1983 роках, під фундаментами її південної апсиди виявлено давньоруський хрест-енколпіон, який датується 12—13 століттями.
Цю локалізацію торгового майдану (у межах східної частини сучасного Вірменського ринку та в південній частині вулиці П'ятницької) Микола Петров повторив у кандидатській дисертації «Історична топографія Кам'янця-Подільського 12—18 століть», захист якої відбувся 1987 року в Інституті археології АН УРСР. Проте вже 1996 року Винокур і Петров змінили думку про розташування майдану та змістили його на північ. Тепер він розміщувався у межах східної частини сучасного Польського ринку та в північній частині вулиці П'ятницької . Можливо, на це вплинуло те, що 1979 року при прокладанні газопроводу було відкрито рештки чотирьох давньоруських жител 12—13 століття на сході Польського ринку — уздовж будинків № 12, 10, 8 і середньої школи № 1. У наступних публікаціях Винокур і Петров узагалі відмовилися від припущень про розміщення давнього торгового майдану та обмежилися констатацією, що в центральних кварталах Старого міста культурні нашарування 12—13 століть досить потужні і досягають глибини відносно денної поверхні від 0,9 до 2,7 метра.

#### Двоповерхове житло 12—13 століть
1981 року рештки двоповерхового давньоруського житла 12—13 століть було виявлено в Старому місті на Центральній площі (сучасна адреса — майдан Польський ринок, 4а; це саме те житло, яке дало підставу краєзнавцеві Андрію Паравійчуку сформулювати слабко аргументовану версію про першопочатки Кам'янця як міста наприкінці 10 століття) . А сталося це так: на Центральній площі Державний історико-архітектурний заповідник (нині Національний історико-архітектурний заповідник «Кам'янець») вирішив підняти з руїн фундаменти житлових будинків, започаткованих у 16 столітті. Працівники реставраційної майстерні № 2 інституту «Укрпроектреставрація» при Держбуді УРСР, зокрема, головний архітектор проектів майстерні Євгенія Пламеницька, з'ясували, що окремі частини стін давніх будинків не 16, а 14—15 століть. Коли ж реставратори взялися розчищати північно-західну частину фундаментів, то виявили залишки якоїсь згорілої конструкції. Її дослідила археологічна експедиція Кам'янець-Подільського педагогічного інституту.
Розкопки показали, що спалена дерево-глинобитна споруда — залишки давньоруського будинку. Житло було на глибині 2,75 м від сучасної поверхні. Його зруйнувала пожежа. Заповнення складалося з обвалу горілих дерев'яних конструкцій, великих частин глинобитних стін, обпалених до червоного кольору, а також із щільного шару глиняної обпаленої обмазки. Коли розчистили давні нашарування, чітко побачили межі прямокутної в плані споруди, від якої добре збереглася нижня частина, заглиблена в материк на 0,37—0,45 м.
Нижня частина будинку представлена обвугленими й перетлілими дерев'яними брусками й стовпами. Найчіткіше простежено стіни житла з південного й західного боків. Довжина будинку становила 5,25 м. Ширину вдалося розчистити тільки на 3,20 м. Адже тут пізніше, в 14 столітті, звели кам'яні фундаменти.
Стіни житла були зорієнтовані за сторонами світу. Ця орієнтація збігалася з кам'яними мурами будинків 15—16 століть, за відновлення яких бралися реставратори. Отже, зробили висновок Іон Винокур і Микола Петров, процес вуличного планування Кам'янця у 14—15 століть був пов'язаний із містобудівними давньоруськими нормами 12—13 століть.
З'ясувалося також, що виявлене житло 12—13 століть було двоповерховим. Це засвідчено стратиграфічно: заповнення споруди містило в собі два нашарування горілого дерева й обпаленої глиняної обмазки.
Розчищаючи основу колишнього житла, археологи виявили, що перший поверх складався з двох кімнат. У північно-східній частині житла було відкрито залишки глинобитної печі. Збереглася черінь.
У житлі та поблизу нього виявлено залишки різноманітного глиняного посуду, характерного для давньоруських часів 12—13 століть. Кераміка орнаментована хвилястими й прямими лініями під вінцями. Вінця відігнуті назовні з неглибоким заглибленням із внутрішнього боку. Саме такі форми вінчиків характерні для давньоруського посуду домонгольського часу кінця 12 — початку 13 століття.
Розповідаючи 21 листопада 1981 року про сенсаційну знахідку читачам «Прапора Жовтня», Іон Винокур і Микола Петров зазначили: «Аналогічні житла з дерев'яними конструкціями стін археологи дослідили в Києві, Галичі, Новгороді, Мінську та в багатьох інших давньоруських містах. Тому, звісно, цінність відкритого в Кам'янці-Подільському давньоруського житла для історії міста дуже велика. Адже в межах Старого міста давньоруське житло домонгольського періоду з добре фіксованими конструкціями відкрито й досліджено вперше» . Невдовзі обласна газета «Радянське Поділля» теж розповіла про археологічну знахідку в Кам'янці-Подільському .

#### Суперечка щодо плінфи
Заперечуючи існування кам'янецького посаду 12—13 століть, Ярослав Дашкевич мотивував це, зокрема, тим, що при розкопках у Старому місті не виявлено тонкої плитчастої цегли — плінфи (старовинного будівельного матеріалу) . У відповідь Іон Винокур зазначив, що для галицької архітектури 12—13 століть (а Пониззя тоді входило до складу Галицького, потім Галицько-Волинського князівства) характерне переважання тесаного каменю, а не плінфи як будівельного матеріалу .

### Приміські околиці
Сільськогосподарська округа Кам'янця виявилася багатою на археологічні пам'ятки 12—13 століть: під час археологічних розвідок в околицях міста виявлено низку поселень, поховань і скарбів цього періоду. Так, у передмісті Довжок знайдено скарб із монет 13—14 століть. Як зазначають Винокур і Петров, це не випадково, оскільки у 13—14 століттях через Кам'янець пролягав так званий Татарський шлях із Львова до причорноморських степів і Криму. Крім того, у цьому ж передмісті виявлено поселення 12—13 століть.
Поселення тих же часів зафіксовано у передмістях Підзамче (нині в складі Кам'янця-Подільського), Татариска (нині село Смотрич), Цибулівка. На Татарисках, крім кераміки 12—13 століть, знайдено і наконечник стріли. У Цибулівці відкрито поховання з бронзовим браслетом, кільцем і двома срібними скроневими підвісками 12—13 століть. Отже, роблять висновок Винокур і Петров, сільська округа виступала в ті часи логічним продовженням міста.

## Дако-римська гіпотеза про друге століття
1895 року Юхим Сіцінський у книзі «Місто Кам'янець-Подільський» зазначив: «Історики, які писали про Кам'янець, як давні (Целярій), так і нові (Марчинський , Ліпінський та інші), кажуть, що наше місто є одним із найдавніших міст Дакії, яке згадує географ другого століття Птолемей, і має назву Клепідава чи Петридава, причому назву Петридава виводять від латинського кореня petra — скеля, камінь, і таким чином назву Петридави (кам'яного міста) ототожнюють із нашою назвою міста». Сіцінський не підтримав версію про дакійське походження Кам'янця-Подільського, оскільки «немає жодних доказів того, що Кам'янець насправді є одним із вказаних дакійських міст, хоча можливо, що стоїть на місці якого-небудь давнього поселення» .
Не підтримали цю гіпотезу й інші історики. Але наприкінці 20 століття вона — завдяки зусиллям київських архітекторів Євгенії Пламеницької та її доньки Ольги Пламеницької — несподівано набула надзвичайно широкого розголосу. Гіпотеза припускає існування на території Кам'янця в перші століття нашої ери, в період дако-римських (Траянових) воєн, міста даків.

### Низка свідчень із 17 століття

Гравюра другої половини 17 століття із зображенням Кам'янця та легендою про заснування міста даками

Є низка свідчень про заснування Кам'янця-Подільського даками . 1652 року в Амстердамі побачила світ книга про Королівство Польське, написана латинською мовою. Її автором був німецько-голландський математик, картограф, теоретик фортифікації Андреас Целларій . 1659 року також в Амстердамі з'явилося друге латиномовне видання «Королівства Польського…», а 1660 року в тому ж Амстердамі побачив світ німецькомовний варіант книги.
Окремий розділ виданої книги Целларій присвятив Подільському воєводству, а один із численних краєзнавчих нарисів — Кам'янцю. Ось як він починає розповідь про це місто (переклад із латини Надії Пашкової): 
| Каменеція, Каменецум, Кам'янець, Кам'янець-Подільський також званий, є головним містом усього Поділля, яке багато вчених вважають давньою Клепідавою і гадають, що збудоване воно було даками до того, як вони уклали угоду з бастарнами… (Дивись римську книгу Фреліхія, книга III, частина I, стор. 265). |
Як зазначає Ольга Пламеницька, свідчення Целларія про дакійський Кам'янець інтригують. Правда, римська книга Фреліхія, на яку він посилається, невідома сучасним історикам. Можливо, вона й не збереглася . Але за часів Целларія її знало «багато вчених». Зокрема, в путівнику «Cyaneae», виданому в ті самі часи (Аугсбург, 1687 рік), є така розповідь :
| Угорі на північ по Дністру лежать на Поділлі дуже міцні міста й замки, серед яких найбільшим є Кам'янець, званий Подільським. Був заснований дакійцями, а укріплений за короля Зигмунта. |
І, нарешті, про заснування Кам'янця даками говорить також напис на відомій гравюрі із зображенням міста, виконаній у другій половині 17 століття, що в перекладі з німецької мови звучить:
| Каменецьк. Ця незрівнянна фортеця Каменецьк, головне місто Подільської землі, на річці Шмерцік розташована, даками збудована так, королем Зигмунтом I укріплена так, що турецький цісар Ахмет здобув її тільки через зраду. |
Гравюра зберігається в Львівській науковій бібліотеці імені Василя Стефаника. А під річкою Шмерцік треба розуміти Смотрич.

### Клепідава
Грецький географ 2 століття Клавдій Птолемей, описуючи в «Керівництві з географії» Європейську Сарматію, розмістив на лівому березі Дністра, який за його описом «розділяв частини Дакії й Сарматії», 5 міст — Герактум, Гігентаваріум, Клепідаву, Метоніум, Кародунум, підкреслюючи їхню приналежність до Дакії.
Різні дослідники по-різному локалізували ці міста. Так, польський хроніст і географ 16 століття Бернард Ваповський припускав, що сучасний Кам'янець стоїть на місці Метоніума . Мовознавець Макс Фасмер виводив назву міста Кародунум (Кародун) із кельтських мов: carnu — купа каміння, dun — місто, фортеця. Як зазначає Юхим Сіцінський, «таким чином, стародавня назва Кародун — це те ж, що кам'яне місто, Кам'янець» . Вавжинець Марчинський припускав, що Кам'янець стоїть на місці Петридави (щоправда, у Птолемея вона розміщена не на лівому, а на правому березі Дністра).
Як зазначають Євгенія та Ольга Пламеницькі, подані Птоломеєм географічні координати Клепідави з мінімальною похибкою відповідають Кам'янцю. Цікава й етимологія назви «Клепідава», що зазвичай тлумачиться як «місто злодіїв» — від грецького «клептіс» (злодій) і дакійського «дава» (укріплене місто). Пламеницькі вважають, що назву «Клепідава» можна читати і як «Ляпідава» — від латинського «lapis» — камінь, прикордонний камінь, межовий камінь. І тоді вона звучить як «прикордонне кам'яне місто», а відтак — Кам'янець . Здогадку про такий варіант прочитання назви «Клепідава» ще 1927 року висловив географ Володимир Геринович .
У книзі «Кам'янець-Подільський» (2004) Ольга Пламеницька пише: «Існування в перші століття нашої ери дако-римської Клепідави на острові в каньйоні Смотрича також має архітектурно-археологічне підтвердження. На залишках скелястого перешийку в цей час було побудовано кількапрогінний міст із мурованими пілонами та хідником на дерев'яних аркових фермах, а з боку плато перед перешийком — муроване укріплення, що охороняло в'їзд на острів. Яким було в цей час місто та яку воно виконувало функцію в системі римських форпостів Європейської Сарматії — проблема майбутніх досліджень» .

### Гіпотеза Євгенії та Ольги Пламеницьких
Базуючись на наведених вище свідченнях, а далі на власних дослідженнях і припущеннях, київський архітектор Євгенія Пламеницька (померла 1994 року) та її донька (теж архітектор) Ольга Пламеницька ввели в обіг дако-римську концепцію про заснування Кам'янця-Подільського в другому столітті нової ери.
Гіпотеза Пламеницьких має як палких прихильників (в основному серед любителів історії, краєзнавців), так і непримиренних противників. Професійні історики або не звертають уваги на гіпотезу, або піддають її нищівній критиці (як, наприклад, це не раз робили Іон Винокур і Микола Петров). Найповніше концепцію Пламеницьких та їх полеміку з ученими викладено в спеціальному випуску журналу «Пам'ятки України» (№ 4 за 1999 рік). 80-сторінкова праця має назву «Кам'янець-Подільський — місто на периферії Римської імперії». Як засвідчує розділ «Висновки» у названій праці, автори гіпотези добре усвідомлюють, що «факти впритул підвели нас до проблеми, яка потребує ґрунтовних, цілеспрямованих і багатоаспектних опрацювань» . Проте 26 липня 2001 року Кабінет Міністрів України видав постанову «Про затвердження Списку історичних населених місць України», в якій до Списку включив місто Кам'янець-Подільський із датою заснування — друге століття.

### Уточнення Тараса Дишканта
Краєзнавець Тарас Дишкант зробив ще один рішучий крок у розвитку гіпотези і в статті, опублікованій 1997 року, спробував указати точний рік заснування Кам'янця-Подільського та назвати його засновника. Дослідник виходив із того, що у 101–102 та 105–106 роках римський імператор Траян здійснив дві масштабні військові кампанії проти Дакії, відомі в історії як Траянові війни. Вони завершилися смертю дакійського царя Децебала, поразкою даків і перетворенням Дакії на римську провінцію . Після цього, зазначає Тарас Дишкант, «Траян об'їжджав західні кордони із Сарматією і давав розпорядження своїм людям для побудови лімесу, який мав захищати новозахоплені землі». Тож, «роком заснування Кам'янця-Подільського можна вважати 107 рік н. е. Засновником міста, звичайно, виступає римський імператор Траян» . За цими викладками Кам'янець-Подільський 2007 року мав би святкувати 1900-річчя. Але до пропозиції Тараса Дишканта не прислухалися.
Думку про 107 рік частково підтримав краєзнавець Едуард Сікора у книзі «Квітка на камені» (Харків, 2004): «Чому би не припустити, що роком заснування Кам'янця є 107 рік і першими його мешканцями були римські вигнанці? Адже на початку першого століття римські імператори дуже любили висилати в ці краї відомих римлян, що потрапили в немилість, як, наприклад, поета Публія Овідія Назона» .

### Сучасний погляд археологів
2011 року кандидат історичних наук Богдан Строцень зауважив, що дако-римська гіпотеза отримала більше критики, ніж підтримки. Проте, на думку Богдана Степановича, оскільки археологічні дослідження на території Старого міста проводилися фрагментарно, не можна бути категоричними в підтримці чи запереченні тези Пламеницьких. Тож, вважає археолог, єдине, що можна сьогодні стверджувати: «Потрібні подальші археологічні дослідження Старого міста, фортеці. Вони зможуть внести ясність у питання про час і засновників Кам'янця-Подільського» .
Охоронні археологічні дослідження поблизу Вірменського бастіону, проведені в червні та липні 2012 року, виявили елементи давньоруського валу та потужний давньоруський шар, що, на думку археологів, свідчить про існування укріпленого городища на території Старого міста в XII–XIII століттях. Жодних слідів на підтвердження дако-римської гіпотези проведене дослідження не виявило .